# ملء النواقص (ويب)
ملء النواقص (بالإنجليزية: polyfill)‏ وينطق بُوليفيل، عبارة عن رمز برمجي يقوم بإدراج ميزة غير مدعومة في متصفحات الويب. وغالبًا ما يستخدم المصطلح للإشارة إلى ميزة موجودة في معايير الويب على HTML5 أو CSS و JavaScript يتم إدارجها في متصفحات لا تدعمها من خلال مكتبة جافاسكربت.
يُمكن مفهوم «ملء النواقص» مطوري الويب من استخدام واجهة برمجة التطبيقات بغض النظر عما إذا كانت مدعومة من قبل المتصفح أم لا، وعادة ما يكون ذلك بأقل عبء. وعادةً تكون آلية عملها بأن تقوم أولاً بالتحقق مما إذا كان المتصفح يدعم واجهة برمجة التطبيقات، ويستخدمها إذا ما كانت متوفرة، في حال لم يكن المتصفح يدعمها يتم إدراج كود مخصص لتنفيذ المعيار المتعارف عليه في معايير الويب. قد تستخدم بعض مكتبات ملء النواقص ميزات أخرى أكثر دعمً، وبالتالي قد تكون هناك حاجة إلى أكثر من «مكتبة لملء النواقص» بحسب اختلاف المتصفحات ودعمها للخواص.

## تعريف
ملء النواقص (بالإنجليزية: polyfill)‏ هو مصطلح حديث، صاغه ريمي شارب، الذي طلب كلمة تعني «تكرار واجهة برمجة التطبيقات باستخدام جافا سكريبت (أو فلاش أو أي شيء آخر) إذا لم يكن المتصفح يُوفرها بشكل أساسي» أثناء مشاركته في كتابة كتاب مقدمة إلى HTML5 في عام 2009. وكتعريف رسمي، «هي شفرة برمجية مصغرة على هيئة مكتبة برمجية تقدم واجهة برمجة تطبيقات جديدة إلى بيئة قديمة، باستخدام وسائل تلك البيئة فقط.»،  وتناسب polyfills هذا التعريف تمامًا؛ وقد استخدم مصطلح shim أيضا في وقت مبكر قبل polyfills. وكانت هناك العديد من المصطلحات الأخرى التي كانت متداولة، لذلك كانت هناك حاجة إلى اخترع مصطلح جديد يكون أكثر ملائمة. أعتمد مصطلح «ملء النواقص» على العلامة التجارية Polyfilla وهي معجون الحشو متعدد الأغراض، يستخدم هذا المعجون لتغطية الشقوق والثقوب في الجدران، ومعنى اسم العلامة التجارية يتكون من جزئين " Poly" والتي تعني مُتعددة، و fill التي تعني ملء. اكتسبت الكلمة منذ ذلك الحين شعبية، خاصة بسبب استخدامها من قبل Paul Irish وفي وثائق Modernizr .

## روابط خارجية
- "List of polyfills providing HTML5 facilities". مودرنيزر project. مؤرشف من الأصل في 2023-03-07.
- Manian، Divya؛ Irish، Paul؛ Branyen، Tim؛ Montgomery، Connor؛ Verschaeve، Arthur (المحررون). "HTML5 Polyfill List by Feature". HTML5 Please. مؤرشف من الأصل في 2023-01-15. The recommendations... represent the collective knowledge of developers who have been deep in the HTML5 trenches
- "What are PolyFills in Javascript?". More on Few. 5 سبتمبر 2013. مؤرشف من الأصل في 2023-02-13.